# 다카야마 준이치
다카야마 준이치(일본어: 高山 純一, 1984년 8월 18일 ~ )는 일본의 축구 선수이다.

## 국가대표팀 경력
그는 2001년 FIFA U-17 세계 축구 선수권 대회에 참가할 일본 U-17 국가대표팀에 발탁되었다.